# Министарство финансија и трезора Босне и Херцеговине
Министарство финансија и трезора Босне и Херцеговине је једно од девет заједничких министарстава на нивоу Босне и Херцеговине одговорно Босне и Херцеговине одговорно Савјету министара Босне и Херцеговине, на чијем је челу се налази Зоран Тегелтија из СНСД.

## Надлежности
Министарство финансија и трезора надлежно је за:
- принципе пореске политике, такси и прописа
- односе са међународним и домаћим финансијским институцијама
- припремање уговора, споразума и других аката којим БиХ преузима кредитне и друге финансијске обавезе са другим земљама и међународним организацијама
- планирање и управљање дугом БиХ, извршавање међународних финансијских обавеза
- политику новог задуживања у земљи и иностранству
- припрему буџета БиХ и завршног рачуна БиХ
- координирање активности за обезбјеђење буџетских средстава БиХ
- извршавање буџета БиХ и старање о финансирању институција БиХ
- вођење активности о сукцесији имовине бивше СФРЈ
- банкарске прописе који се односе на функционисање Централне банке БиХ
- управљање имовином у власништву институција БиХ
- компилирање, дистрибуирање и објављивање консолидованих општих владиних фискалних података
- координирање међународне економске помоћи БиХ, осим дијела који се односи на помоћ Европске уније
- уређење интерне контроле буџетских корисника у складу са међународно признатим стандардима интерне контроле као и за давање смјерница за успостављање и одржавање система интерне контроле
- развој, руковођење и координацију интерне ревизије у институцијама Босне и Херцеговине
- финансијско планирање развоја у институцијама Босне и Херцеговине које обухвата управљање јавним инвестицијама и средњорочно планирање, праћење и извјештавање

## Централна хармонизацијска јединица
Централна хармонизацијска јединица (ЦХЈ) има статус управне организације. Основана је на основу одлуке Савјета министара која је донета 16. априла 2009 године.
ЦХЈ је овлашћена за развој, руковођење и координацију интерне ревизије и развој финансијског управљања и контроле у институцијама Босне и Херцеговине у складу са законима, уз координацију са ентитетским централним хармонизацијским јединицама.